# Parafia Niepokalanego Poczęcia Najświętszej Maryi Panny w Kończycach
Parafia Niepokalanego Poczęcia Najświętszej Maryi Panny w Kończycach – jedna z 12 parafii rzymskokatolickiej dekanatu Radom-Zachód diecezji radomskiej. 

## Historia
Kościół pw. Niepokalanego Poczęcia Najświętszej Maryi Panny, według projektu arch. Jana Chmielewskiego i konstr. Tadeusza Bedyńskiego, zbudowany został w latach 1982–1983 staraniem ks. Andrzeja Pawlika, wikariusza parafii Cerekiew. Od 1988 zamieszkał przy kościele duszpasterz. Parafia została erygowana przez bp. Edwarda Materskiego 25 grudnia 1989. Kościół jest budowlą z cegły czerwonej i kamienia łamanego.

## Proboszczowie
- 1988–1993 – ks. Marian Magdziak
- 1993–1995 – ks. Wacław Sztandera
- 1995–2007 – ks. Jan Szczerba
- od 2007 – ks. Krzysztof Chodowicz

## Terytorium
Do parafii należą wierni z Radomia mieszkający przy ulicach: Kieleckiej (część), Małcużyńskiego, Pianistów, Wiolinowej oraz mieszkańcy wsi: Kończyce-Kolonia, Kosów, Podlesie, Podkończyce i Zabierzów.